# Everything Must Go (album, Manic Street Preachers)
Everything Must Go je čtvrté studiové album velšské rockové skupiny Manic Street Preachers. Jeho nahrávání probíhalo v letech 1995 až 1996 v různých studiích ve Francii, Walesu a Anglii. Album produkoval Mike Hedges a vyšlo v květnu 1996 na značce Epic Records. Jde o poslední album skupiny, na kterém se podílel kytarista Richey Edwards.

## Seznam skladeb
| Pořadí | Název                                    | Hudba                            | Text                       | Délka |
| ------ | ---------------------------------------- | -------------------------------- | -------------------------- | ----- |
| 1.     | Elvis Impersonator: Blackpool Pier       | James Dean Bradfield, Sean Moore | Nicky Wire, Richey Edwards | 3:29  |
| 2.     | A Design for Life                        | Bradfield, Moore                 | Wire                       | 4:16  |
| 3.     | Kevin Carter                             | Bradfield, Moore, Wire           | Edwards                    | 3:24  |
| 4.     | Enola/Alone                              | Bradfield, Moore                 | Wire                       | 4:07  |
| 5.     | Everything Must Go                       | Bradfield, Moore                 | Wire                       | 3:41  |
| 6.     | Small Black Flowers That Grow in the Sky | Bradfield, Moore, Wire           | Edwards                    | 3:02  |
| 7.     | The Girl Who Wanted to Be God            | Bradfield, Moore                 | Wire, Edwards              | 3:35  |
| 8.     | Removables                               | Bradfield, Moore, Wire           | Edwards                    | 3:31  |
| 9.     | Australia                                | Bradfield, Moore                 | Wire                       | 4:04  |
| 10.    | Interiors (Song for Willem de Kooning)   | Bradfield, Moore                 | Wire                       | 4:17  |
| 11.    | Further Away                             | Bradfield, Moore                 | Wire                       | 3:38  |
| 12.    | No Surface All Feeling                   | Bradfield, Moore                 | Wire                       | 4:14  |

## Obsazení
Manic Street Preachers
- James Dean Bradfield – zpěv, kytara, klavír
- Sean Moore – bicí, perkuse, trubka, doprovodné vokály
- Nicky Wire – baskytara, doprovodné vokály
- Richey Edwards – rytmická kytara v „No Surface All Feeling“

Ostatní hudebníci
- John Green – Hammondovy varhany, klávesy
- Martin Ditchum – perkuse
- Julie Aliss – harfa
- Gini Ball – housle
- Sally Herbert – housle
- Anne Stephenson – housle
- Chris Pitsillides – viola
- Clare Orsler – viola
- Martin Greene – aranžmá smyčců